# Lysmata debelius
Espèce
Lysmata debelius ou Crevette cardinale est une petite crevette de couleur rouge vif, d'environ 5 cm de long et provenant de l'Indo-Pacifique. Cette espèce est hermaphrodite. Elle se rencontre fréquemment en aquariophilie.

## Répartition et habitat
Cette espèce se rencontre au Sri Lanka, à Bali et en Indonésie à une profondeur comprise entre 10 et 30 m.

## Étymologie
Son nom spécifique, debelius, lui a été donné en l'honneur d'Helmut Debelius (de), auteur allemand, qui l'a découverte avant qu'elle ne soit décrite par Bruce. Debelius a également transmis des photos de cette crevette dans son habitat ainsi que des observations sur cette espèce.

## Publication originale
- Bruce, 1983 : Lysmata debelius new species, a new hippolytid shrimp from the Philippines. Revue française d’Aquariologie, vol. 9, pp. 115-120 (texte intégral) (en).